# Tommy (album)
Tommy je album od skupiny The Who z roku 1969. Je považováno za konceptuální album, bývá označováno jako první „rocková opera“. Autorem je kytarista Pete Townshend, i když na tvorbě se částečně podíleli i další členové kapely The Who – John Entwistle a Keith Moon. V roce 2003 se album umístilo na 96. místě v žebříčku 500 nejlepších alb historie časopisu Rolling Stone.
V roce 1975 byl režisérem Kenem Russellem na motivy alba natočen stejnojmenný film, několikrát bylo dílo předvedeno v orchestrální podobě v Londýně a Sydney.

## Děj
Kapitán britské armády Walker během výpravy zmizí a je považován za mrtvého („Overture“). Jeho vdova, Mrs. Walker, porodí jejich syna, Tommyho („It's a Boy“). O několik let později se kapitán Walker vrací domů a zjišťuje, že si jeho žena našla nového milence. Kapitán Walker onoho milence zabije („1921“). Aby rodiče tento incident ututlali, řeknou Tommymu, že to neviděl, neslyšel a nikomu o tom neřekne. Následkem této události Tommy utrpí vážnou posttraumatickou stresovou poruchu a zůstává v polokatatonickém stavu. Protože vzal příkazy rodičů do nečekaného extrému, stává se hluchým, němým a slepým. Roky minou a Tommy je navenek nehybný. Nicméně uvnitř jeho hlavy se pocity z vnějšího světa mění v úžasné vize, které jsou doprovázeny hudbou („Amazing Journey/Sparks“).
Jeho rodiče si nic z toho neuvědomují a trápí se, že Tommy ve své izolaci nikdy neobjeví náboženství („Christmas“). Tommyho rodiče občas jezdí na výlety a nechávají svého syna s příbuznými, z nichž většina zneužívá jeho bezmocnosti; je mučen sadistickým bratrancem Kevinem („Cousin Kevin“) a sexuálně zneužíván strýčkem Erniem („Do You Think It's Alright?“, „Fiddle About“). Mezitím pasák nazývaný „The Hawker“ prodává svou prostitutku, která slibuje navrátit slepému zrak a údajně umí vyléčit hluchotu, němotu a slepotu („Eyesight to the Blind“). Tommyho nakonec k této ženě, která si říká „The Acid Queen“, vezmou; ta se snaží Tommyho přimět k plnému vědomí pomocí halucinogenních drog. Ačkoliv na něj nezdařená léčba silně zapůsobila („Underture“), Tommymu jeho postižení zůstávají. I přesto si později získá pozornost veřejnosti, když se stane úspěšným hráčem pinballu („Pinball Wizard“).
Nakonec Walkerovi vezmou Tommyho k respektovanému lékaři („There's a Doctor“), který zjišťuje, že Tommyho postižení jsou spíše psychosomatická, než tělesná. Na radu lékaře („Go to the Mirror!“) Tommy začne zírat na svůj odraz a stává se posedlým všemi zrcadly v domě. Mrs. Walker tento zvyk velmi naštve a rozmlátí zrcadlo, do kterého Tommy zírá. Tento čin nějak rozbije Tommyho psychický blok a Tommy opět získává své smysly a řeč („Sensation“, „I'm Free“). Tato zázračná léčba se stává veřejnou senzací („Miracle Cure“). Tommy se poté snaží (s nejasnými motivy) stát guruem („Welcome“). Zájem doby o postavy spasitelů mu vynese mnoho stoupenců. V postranním příběhu se náctiletá dívka „Sally Simpson“ z bohaté rodiny do Tommyho beznadějně zamiluje a snaží se během jeho projevu dostat k němu na pódium, ale je od Tommyho násilně odtržena ochrankou.
Strýček Ernie vydělává na popularitě svého synovce založením ošuntělého a drahého Tommyho prázdninového kempu („Tommy's Holiday Camp“) pro stoupence, kteří chtějí žít tamtéž hédonistický život. Ve skutečnosti Tommy se svými přívrženci jedná příkře a vyžaduje od nich asketický život v jeho přítomnosti. Nespokojenost způsobená tímto obratem zesílí ve chvíli, když Tommy požádá zástup, aby si zakryli své oči a ucpali své uši a ústa a tak hráli pinball („We're Not Gonna Take It“). Na konci příběhu Tommyho jeho stoupenci odmítnou a opouští kemp. Následkem toho Tommy opět nalézá útočiště uvnitř sebe a ve svých představách („See Me, Feel Me“).

## Seznam skladeb
Autorem všech skladeb je Pete Townshend, pokud není uvedeno jinak.
| Strana 1 | Strana 1                                                     | Strana 1                        | Strana 1 |
| Pořadí   | Název                                                        | Zpěv                            | Délka    |
| -------- | ------------------------------------------------------------ | ------------------------------- | -------- |
| 1.       | Overture                                                     | instrumentální                  | 3:50     |
| 2.       | It's a Boy!                                                  | Townshend                       | 2:07     |
| 3.       | 1921                                                         | Townshend, Roger Daltrey refrén | 3:14     |
| 4.       | Amazing Journey                                              | Daltrey                         | 3:25     |
| 5.       | Sparks                                                       | instrumentální                  | 3:45     |
| 6.       | Eyesight To The Blind (The Hawker) (Sonny Boy Williamson II) | Daltrey                         | 2:15     |

| Strana 2 | Strana 2                      | Strana 2                          | Strana 2 |
| Pořadí   | Název                         | Zpěv                              | Délka    |
| -------- | ----------------------------- | --------------------------------- | -------- |
| 1.       | Christmas                     | Daltrey, Townshend v middle eight | 5:30     |
| 2.       | Cousin Kevin (John Entwistle) | Entwistle a Townshend             | 4:03     |
| 3.       | The Acid Queen                | Townshend                         | 3:31     |
| 4.       | Underture                     | instrumentální                    | 9:55     |

| Strana 3 | Strana 3                   | Strana 3                           | Strana 3 |
| Pořadí   | Název                      | Zpěv                               | Délka    |
| -------- | -------------------------- | ---------------------------------- | -------- |
| 1.       | Do You Think It's Alright? | Daltrey a Townshend                | 0:24     |
| 2.       | Fiddle About (Entwistle)   | Entwistle                          | 1:26     |
| 3.       | Pinball Wizard             | Daltrey, Townshend v bridgi        | 3:50     |
| 4.       | There's a Doctor           | Townshend, s Daltreym a Entwistlem | 0:25     |
| 5.       | Go to the Mirror!          | Daltrey a Townshend                | 3:50     |
| 6.       | Tommy Can You Hear Me?     | Daltrey, Townshend a Entwistle     | 1:35     |
| 7.       | Smash the Mirror           | Daltrey                            | 1:20     |
| 8.       | Sensation                  | Townshend                          | 2:32     |

| Strana 4 | Strana 4                          | Strana 4                                                           | Strana 4 |
| Pořadí   | Název                             | Zpěv                                                               | Délka    |
| -------- | --------------------------------- | ------------------------------------------------------------------ | -------- |
| 1.       | Miracle Cure                      | Daltrey, Townshend a Entwistle                                     | 0:10     |
| 2.       | Sally Simpson                     | Daltrey                                                            | 4:10     |
| 3.       | I'm Free                          | Daltrey                                                            | 2:40     |
| 4.       | Welcome                           | Daltrey, Townshend ("more at the door") a Entwistle (mluvená část) | 4:30     |
| 5.       | Tommy's Holiday Camp (Keith Moon) | Townshend                                                          | 0:57     |
| 6.       | We're Not Gonna Take It           | Daltrey, Townshend a Entwistle                                     | 6:45     |

| 1996 Polydor reedice | 1996 Polydor reedice               | 1996 Polydor reedice |
| Pořadí               | Název                              | Délka                |
| -------------------- | ---------------------------------- | -------------------- |
| 1.                   | Overture                           | 5:21                 |
| 2.                   | It's a Boy                         | 0:39                 |
| 3.                   | 1921                               | 2:50                 |
| 4.                   | Amazing Journey                    | 3:25                 |
| 5.                   | Sparks                             | 3:47                 |
| 6.                   | Eyesight to the Blind (The Hawker) | 2:14                 |
| 7.                   | Christmas                          | 4:34                 |
| 8.                   | Cousin Kevin                       | 4:07                 |
| 9.                   | The Acid Queen                     | 3:35                 |
| 10.                  | Underture                          | 10:09                |
| 11.                  | Do You Think It's Alright?         | 0:25                 |
| 12.                  | Fiddle About                       | 1:30                 |
| 13.                  | Pinball Wizard                     | 3:00                 |
| 14.                  | There's a Doctor                   | 0:24                 |
| 15.                  | Go to the Mirror!                  | 3:50                 |
| 16.                  | Tommy Can You Hear Me?             | 1:36                 |
| 17.                  | Smash the Mirror                   | 1:35                 |
| 18.                  | Sensation                          | 2:27                 |
| 19.                  | Miracle Cure                       | 0:12                 |
| 20.                  | Sally Simpson                      | 4:12                 |
| 21.                  | I'm Free                           | 2:40                 |
| 22.                  | Welcome                            | 4:34                 |
| 23.                  | Tommy's Holiday Camp               | 0:58                 |
| 24.                  | We're Not Gonna Take It!           | 7:08                 |

## Obsazení
- Roger Daltrey – zpěv, harmonika
- Pete Townshend – kytara, klávesy, zpěv
- John Entwistle – baskytara, lesní roh, zpěv
- Keith Moon – bicí